# Challenge Tour 3 2019 (snooker)
Il Challenge Tour 3 è il terzo evento Challenge Tour della stagione 2019-2020 di snooker che si è disputato il 5 e il 6 ottobre 2019 a Leeds in Inghilterra.

## Montepremi
- Vincitore: £2.000
- Finalista: £1.000
- Semifinalisti: £700
- Quarti di Finale: £500
- Sedicesimi di Finale: £200
- Trentaduesimi di Finale: £125

## Fase a eliminazione diretta[2]
| Sessantaquattresimi di Finale | Trentaduesimi di Finale | Sedicesimi di Finale   | Quarti di Finale       | Semifinali             | Finale                 |
| ----------------------------- | ----------------------- | ---------------------- | ---------------------- | ---------------------- | ---------------------- |
| Al meglio dei 5 frames        | Al meglio dei 5 frames  | Al meglio dei 5 frames | Al meglio dei 5 frames | Al meglio dei 5 frames | Al meglio dei 5 frames |

| Giocatore         | Giocatore            | Risultato       |
| ----------------- | -------------------- | --------------- |
| Fergal Quinn      | Jack Bradford        | 3 - 2           |
| Amir Sarkhosh     | Stuart Watson        | 3 - 1           |
| George Pragnell   | Sean Maddocks        | 3 - 2           |
| Adam Duffy        | Dylan Emery          | 3 - 1           |
| Daniel Womersley  | Callum Lloyd         | 3 - 1           |
| Lucky Vatnani     | Sydney Wilson        | 3 - 1           |
| Matthew Glasby    | Sean O'Sullivan      | 3 - 2           |
| Allan Taylor      | Simon Blackwell      | 3 - 1           |
| Aaron Hill        | Ryan Davies          | 3 - 2           |
| Leo Fernandez     | Peter Devlin         | 3 - 0           |
| Robbie McGuigan   | Jamie Curtis-Barrett | 3 - 2           |
| Keishin Kamihashi | Michael Collumb      | 3 - 2           |
| Andres Petrov     | Andrew Doherty       | 3 - 0           |
| Patrick Whelan    | Callum Downing       | 3 - 0           |
| Ashley Hugill     | Felix Frede          | 3 - 0           |
| Ross Muir         | Alex Taubman         | 3 - 2           |
| Ben Mertens       | Kayden Brierley      | 3 - 0           |
| Alex Millington   | Jake Nicholson       | 3 - 1           |
| Andrew Pagett     | Gary Lees            | 3 - 1           |
| Sanderson Lam     | Ryan Thomerson       | 3 - 1           |
| Ian Preece        | Rory McLeod          | 3 - 0           |
| Michael Wild      | Dave Finbow          | 3 - 2           |
| Dean Young        | Adrian Rosa          | 3 - 0           |
| Zak Surety        | Lewis Gillen         | 3 - 2           |
| Gary Thomson      | Simon Bedford        | 3 - 0           |
| Jeff Cundy        | Jamie McArdle        | 3 - 1           |
| Ka Wai Cheung     | Andy Marriott        | 3 - 1           |
| Cristopher Keogan | Liam Davies          | 3 - 0           |
| Saqib Nasir       | Andreas Ploner       | 3 - 2           |
| Ng On Yee         | Luke Pinches         | 3 - 1           |
| Steven Hallworth  | Lukas Kleckers       | 2 - 3           |
| Paul Davison      | Lin Shuai            | 3 - 0 (Forfait) |

| Giocatore         | Giocatore         | Risultato |
| ----------------- | ----------------- | --------- |
| Fergal Quinn      | Amir Sarkhosh     | 1 - 3     |
| George Pragnell   | Adam Duffy        | 3 - 0     |
| Daniel Womersley  | Lucky Vatnani     | 3 - 0     |
| Matthew Glasby    | Allan Taylor      | 3 - 1     |
| Aaron Hill        | Leo Fernandez     | 2 - 3     |
| Robbie McGuigan   | Keishin Kamihashi | 3 - 2     |
| Andres Petrov     | Patrick Whelan    | 3 - 1     |
| Ashley Hugill     | Ross Muir         | 3 - 0     |
| Paul Davison      | Ben Mertens       | 2 - 3     |
| Alex Millington   | Andrew Pagett     | 2 - 3     |
| Sanderson Lam     | Ian Preece        | 3 - 2     |
| Michael Wild      | Dean Young        | 3 - 0     |
| Zak Surety        | Gary Thomson      | 3 - 0     |
| Jeff Cundy        | Ka Wai Cheung     | 1 - 3     |
| Cristopher Keogan | Saqib Nasir       | 2 - 3     |
| Ng On Yee         | Lukas Kleckers    | 1 - 3     |

| Giocatore        | Giocatore       | Risultato |
| ---------------- | --------------- | --------- |
| Amir Sarkhosh    | George Pragnell | 2 - 3     |
| Daniel Womersley | Matthew Glasby  | 3 - 0     |
| Leo Fernandez    | Robbie McGuigan | 0 - 3     |
| Andres Petrov    | Ashley Hugill   | 1 - 3     |
| Ben Mertens      | Andrew Pagett   | 0 - 3     |
| Sanderson Lam    | Michael Wild    | 3 - 1     |
| Zak Surety       | Ka Wai Cheung   | 3 - 0     |
| Saqib Nasir      | Lukas Kleckers  | 1 - 3     |

| Giocatore       | Giocatore        | Risultato |
| --------------- | ---------------- | --------- |
| George Pragnell | Daniel Womersley | 3 - 1     |
| Robbie McGuigan | Ashley Hugill    | 3 - 2     |
| Andrew Pagett   | Sanderson Lam    | 3 - 2     |
| Zak Surety      | Lukas Kleckers   | 3 - 2     |

| Giocatore       | Giocatore       | Risultato |
| --------------- | --------------- | --------- |
| George Pragnell | Robbie McGuigan | 2 - 3     |
| Andrew Pagett   | Zak Surety      | 3 - 2     |

| FINALE Northern Snooker Centre, Leeds, Inghilterra, Regno Unito, 6 ottobre 2019 ARBITRO: | FINALE Northern Snooker Centre, Leeds, Inghilterra, Regno Unito, 6 ottobre 2019 ARBITRO: | FINALE Northern Snooker Centre, Leeds, Inghilterra, Regno Unito, 6 ottobre 2019 ARBITRO: |
| Robbie McGuigan                                                                          | 0 - 3                                                                                    | Andrew Pagett                                                                            |
| ---------------------------------------------------------------------------------------- | ---------------------------------------------------------------------------------------- | ---------------------------------------------------------------------------------------- |
| SESSIONE UNICA: 0-1 0-2 0-3 (0-3)                                                        |                                                                                          |                                                                                          |
| MIGLIOR BREAK: ? CENTURY BREAKS: ?                                                       |                                                                                          | MIGLIOR BREAK: ? CENTURY BREAKS: ?                                                       |
| Andrew Pagett vince il Challenge Tour 3 2019                                             |                                                                                          |                                                                                          |

### Statistiche
| Giocatore            | Numero di frames vinti |
| -------------------- | ---------------------- |
| Andrew Pagett        | 18                     |
| Robbie McGuigan      | 15                     |
| George Pragnell      | 14                     |
| Zak Surety           | 14                     |
| Ashley Hugill        | 11                     |
| Sanderson Lam        | 11                     |
| Lukas Kleckers       | 11                     |
| Daniel Womersley     | 10                     |
| Amir Sarkhosh        | 8                      |
| Andres Petrov        | 7                      |
| Michael Wild         | 7                      |
| Saqib Nasir          | 7                      |
| Matthew Glasby       | 6                      |
| Leo Fernandez        | 6                      |
| Ben Mertens          | 6                      |
| Ka Wai Cheung        | 6                      |
| Aaron Hill           | 5                      |
| Keishin Kamihashi    | 5                      |
| Alex Millington      | 5                      |
| Ian Preece           | 5                      |
| Cristopher Keogan    | 5                      |
| Fergal Quinn         | 4                      |
| Allan Taylor         | 4                      |
| Patrick Whelan       | 4                      |
| Jeff Cundy           | 4                      |
| Ng On Yee            | 4                      |
| Adam Duffy           | 3                      |
| Lucky Vatnani        | 3                      |
| Ross Muir            | 3                      |
| Dean Young           | 3                      |
| Gary Thomson         | 3                      |
| Jack Bradford        | 2                      |
| Sean Maddocks        | 2                      |
| Sean O'Sullivan      | 2                      |
| Ryan Davies          | 2                      |
| Jamie Curtis-Barrett | 2                      |
| Michael Collumb      | 2                      |
| Alex Taubman         | 2                      |
| Dave Finbow          | 2                      |
| Lewis Gillen         | 2                      |
| Andreas Ploner       | 2                      |
| Steven Hallworth     | 2                      |
| Paul Davison         | 2                      |
| Stuart Watson        | 1                      |
| Dylan Emery          | 1                      |
| Callum Lloyd         | 1                      |
| Sydney Wilson        | 1                      |
| Simon Blackwell      | 1                      |
| Jake Nicholson       | 1                      |
| Gary Lees            | 1                      |
| Ryan Thomerson       | 1                      |
| Jamie McArdle        | 1                      |
| Andy Marriott        | 1                      |
| Luke Pinches         | 1                      |

### Century Breaks (1)
| N° | Giocatore     | Century Breaks | Miglior Break |
| -- | ------------- | -------------- | ------------- |
| 1  | Ashley Hugill | 1              | 147           |

### Break Massimi da 147 (1)
| N° | Giocatore     | Avversario  |
| -- | ------------- | ----------- |
| 1  | Ashley Hugill | Felix Frede |